# Volkan Kahraman
Volkan Kahraman (ur. 10 października 1979 w Wiedniu, zm. 8 lutego 2023 tamże) – austriacki piłkarz pochodzenia tureckiego grający na pozycji środkowego pomocnika. 

## Kariera klubowa
Karierę piłkarską Kahraman rozpoczął w Holandii. Jego pierwszym klubem w karierze był Feyenoord. W Eredivisie zadebiutował 16 listopada 1997 w zremisowanym 0:0 wyjazdowym meczu z De Graafschap. W barwach Feyenoordu był to jego zarazem jedyny mecz. W 1998 roku odszedł do drugoligowej filii Feyenoordu, Excelsioru Rotterdam, w którym grał do końca sezonu 1999/2000.
W 2000 roku Kahraman został piłkarzem tureckiego klubu Erzurumspor. W tureckiej lidze swój debiut zanotował 11 lutego 2001 w zremisowanym 2:2 meczu z Denizlisporem. Na koniec sezonu 2000/2001 spadł z Erzurumsporem do 1. Lig.
W 2001 roku Kahraman wrócił do Austrii i został zawodnikiem klubu Erste Liga, SV Pasching. W 2002 roku awansował z Pasching do ekstraklasy. W niej, w barwach Pasching, grał przez pół roku i zimą 2003 odszedł do Austrii Wiedeń. W Austrii zadebiutował 23 lutego 2003 w zwycięskim 3:1 wyjazdowym meczu z FC Kärnten. W sezonie 2002/2003 wywalczył z Austrią mistrzostwo i Puchar Austrii.
Latem 2003 roku Kahraman został zawodnikiem Austrii Salzburg. Swój debiut w tym klubie zanotował 17 lipca 2003 w przegranym 0:1 wyjazdowym meczu z SC Bregenz. W klubie z Salzburga grał do końca 2003 roku. Wiosną 2004 występował w Grecji, w Skodzie Xanthi. W 2004 roku został zawodnikiem LASK Linz i grał w nim w sezonie 2004/2005. Latem 2005 został wypożyczony do SV Pasching. W sezonie 2006/2007 grał w ASK Schwadorf i w SC Eisenstadt. W sezonie 2007/2008 był zawodnikiem First Vienna, w sezonie 2008/2009 – Favoritner AC, a w sezonie 2009/2010 – UFC Purbach. W 2011 roku przeszedł do Besiktasu Wiedeń.
| Sezon   | Klub                | Kraj     | Rozgrywki        | Mecze | Bramki |
| ------- | ------------------- | -------- | ---------------- | ----- | ------ |
| 1997/98 | Feyenoord Rotterdam | Holandia | Eredivisie       | 1     | 0      |
| 1997/98 | Excelsior Rotterdam | Holandia | Eerste divisie   | 8     | 1      |
| 1998/99 | Excelsior Rotterdam | Holandia | Eerste divisie   | 33    | 3      |
| 1999/00 | Excelsior Rotterdam | Holandia | Eerste divisie   | 22    | 1      |
| 2000/01 | Erzurumspor         | Turcja   | Süper Lig        | 22    | 1      |
| 2001/02 | SV Pasching         | Austria  | Erste Liga       | 32    | 2      |
| 2002/03 | SV Pasching         | Austria  | Bundesliga       | 17    | 2      |
| 2002/03 | Austria Wiedeń      | Austria  | Bundesliga       | 7     | 0      |
| 2003/04 | Austria Salzburg    | Austria  | Bundesliga       | 13    | 0      |
| 2003/04 | Skoda Ksanti        | Grecja   | Alpha Ethniki    | 5     | 0      |
| 2004/05 | LASK Linz           | Austria  | Erste Liga       | 9     | 0      |
| 2005/06 | SV Pasching         | Austria  | Bundesliga       | 5     | 0      |
| 2005/06 | LASK Linz           | Austria  | Erste Liga       | 7     | 1      |
| 2006/07 | ASK Schwadorf       | Austria  | Regionalliga     | ?     | ?      |
| 2006/07 | SC Eisenstadt       | Austria  | Regionalliga     | ?     | ?      |
| 2007/08 | First Vienna        | Austria  | Regionalliga     | ?     | ?      |
| 2008/09 | Favoritner AC       | Austria  | Landesliga       | ?     | ?      |
| 2009/10 | UFC Purbach         | Austria  | Landesliga       | ?     | ?      |
| 2011/12 | Besiktas Wiedeń     | Austria  | Wiener Stadtliga |       |        |

## Kariera reprezentacyjna
W reprezentacji Austrii Kahraman zadebiutował 21 sierpnia 2002 roku w przegranym 2:3 towarzyskim meczu ze Szwajcarią, rozegranym w Bazylei. W kadrze narodowej rozegrał łącznie 3 mecze, wszystkie w 2002 roku.
| Mecze i gole w reprezentacji | Mecze i gole w reprezentacji | Mecze i gole w reprezentacji | Mecze i gole w reprezentacji | Mecze i gole w reprezentacji | Mecze i gole w reprezentacji | Mecze i gole w reprezentacji |
| #                            | Data                         | Stadion                      | Rywal                        | Wynik                        | Gol                          | Rozgrywki                    |
| 2002                         | 2002                         | 2002                         | 2002                         | 2002                         | 2002                         | 2002                         |
| ---------------------------- | ---------------------------- | ---------------------------- | ---------------------------- | ---------------------------- | ---------------------------- | ---------------------------- |
| 1.                           | 21.08.2002                   | Bazylea, Szwajcaria          | Szwajcaria                   | 2:3                          | 0                            | towarzyski                   |
| 2.                           | 12.10.2002                   | Mińsk, Białoruś              | Białoruś                     | 2:0                          | 0                            | el. Euro 2004                |
| 3.                           | 20.11.2002                   | Wiedeń, Austria              | Norwegia                     | 0:1                          | 0                            | towarzyski                   |